# Tobiáš z Benešova (probošt)
Tobiáš z Benešova, též zvaný Dobeš z Benešova, († 1261 Benešov) byl příslušník šlechtického rodu Benešovců, třetí syn zakladatele rodu Beneše z Benešova. Byl staroboleslavský a podle některých zdrojů též pražský probošt. Byl strýcem pozdějšího pražského biskupa Tobiáše z Bechyně, též shodně zvaného Tobiáš z Benešova.
V roce 1247 Tobiáš dle narativních pramenů věnoval místo rodového sídla v Benešově řádu menších bratří pro založení kláštera. Podle nepodložených zdrojů také do téhož kláštera vstoupil. Za rodového kronikáře Benešovců byl také považován údajný menší bratr Beneš Minorita, předpokládaný autor latinské kroniky českých zemí.